# Danh sách loài Psilocybe

Đây là danh sách các loài thuộc chi Psilocybe.

A B C D E F G H I J K L M N O P Q R S T U V U W X Y Z

## A
- Psilocybe acadiensis (Smith)

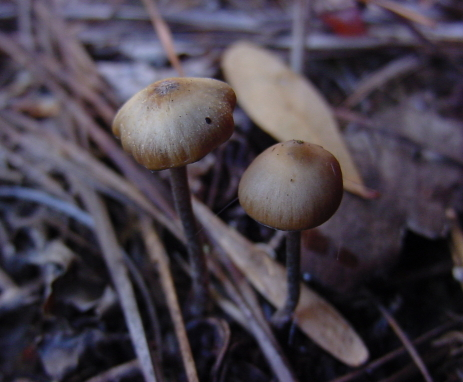
Psilocybe atlantis

- Psilocybe acutipilea (Speg.) Guzmán, hướng thần
- Psilocybe aerugineomaculans (Hohn.) Singer & A.H. Smith
- Psilocybe allenii Borov., Rockefeller & P.G.Werner
- Psilocybe alutacea Y.S. Chang & A.K. Mills
- Psilocybe angulospora Yen W. Wang & S.S. Tzean
- Psilocybe angustipleurocystidiata Guzmán, hướng thần
- Psilocybe antioquiensis Guzmán, Saldarr., Pineda, G. Garcia & L.-F. Velazquez, hướng thần
- Psilocybe atlantis Guzmán, Hanlin & C. White, hướng thần
- Psilocybe aquamarina (Pegler) Guzmán
- Psilocybe araucariicola P. S. Silva, có thể có tính hướng thần[1]
- Psilocybe aucklandiae Guzmán, C.C. King & Bandala, hướng thần
- Psilocybe aztecorum R. Heim
  - Psilocybe aztecorum var. bonetii (Guzman) Guzmán (còn có tên. Psilocybe bonetii Guzmán)
- Psilocybe azurescens Stamets & Gartz

## B
- Psilocybe baeocystis Singer & A.H. Smith
- Psilocybe banderillensis Guzmán
- Psilocybe bohemica Šebek
- Psilocybe brasiliensis Guzmán
- Psilocybe brunneocystidiata Guzmán & Horak

## C

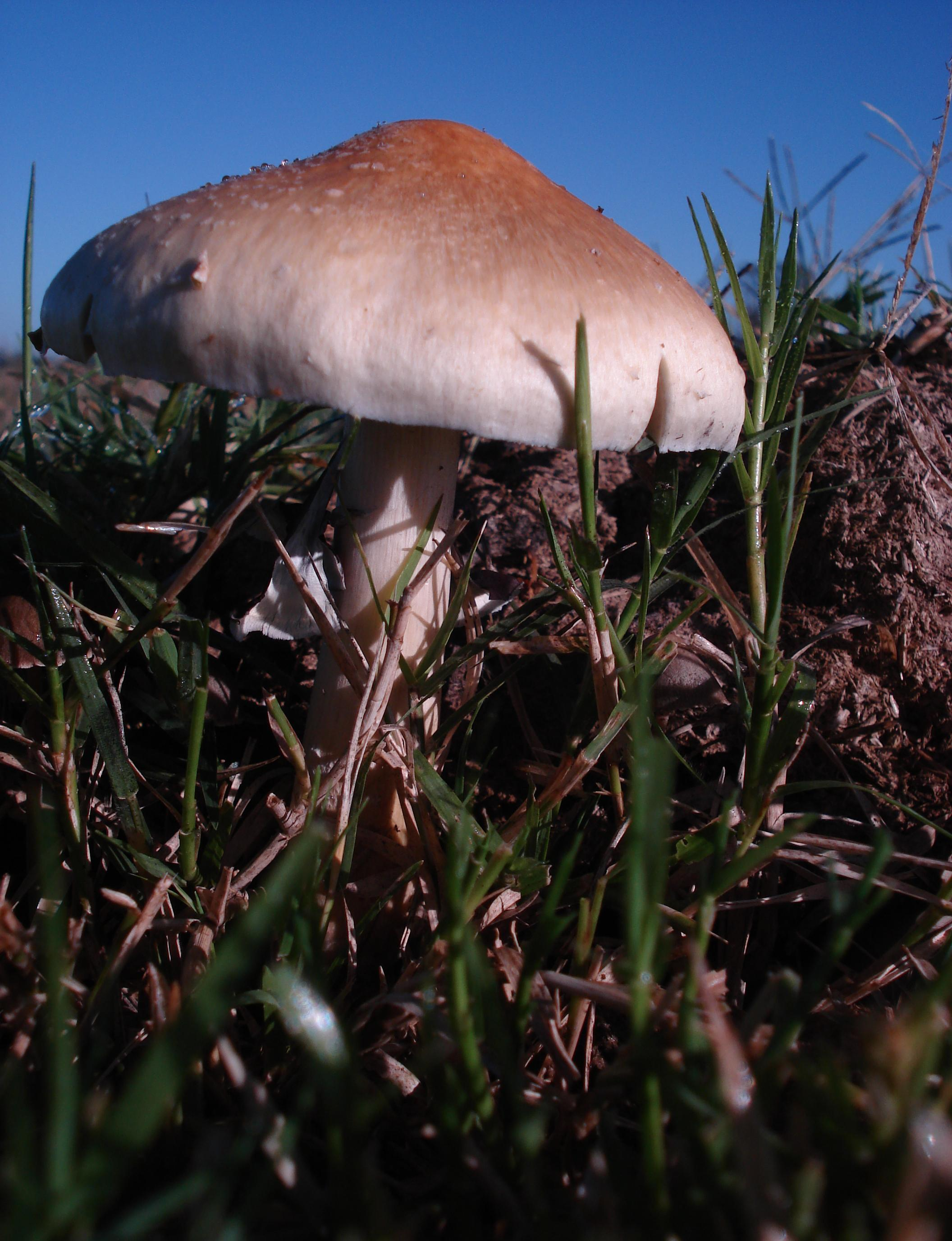
Psilocybe cubensis

- Psilocybe cabiensis Guzmán, M.Torres & Ram.-Guill[2][3]
- Psilocybe caeruleoannulata Singer ex Guzmán
- Psilocybe caerulescens
  - Psilocybe caerulescens Murrill var. caerulescens
  - Psilocybe caerulescens var. ombrophila (R. Heim) Guzmán
- Psilocybe caerulipes (Peck) Sacc.
- Psilocybe carbonaria Singer
- Psilocybe chiapanensis Guzmán
- Psilocybe chuxiongensis T.Ma & K.D.Hyde
- Psilocybe cinnamomea J.F.Liang, Yang K.Li & Ye Yuan – China[4]
- Psilocybe collybioides Singer & A.H. Smith
- Psilocybe columbiana Guzmán
- Psilocybe congolensis Guzmán
- Psilocybe coprinifacies (Rolland) Pouzar s. auct., non s. Herink, non s. Krieglsteiner
- Psilocybe cordispora R. Heim
- Psilocybe cubensis (Earle) Singer
- Psilocybe cyanescens Wakef. (non sensu Krieglsteiner)
- Psilocybe cyanofibrillosa Guzmán & Stamets

## D
- Psilocybe dumontii Singer ex Guzmán

## E
- Psilocybe egonii Guzmán & T.J. Baroni
- Psilocybe eximia E. Horak & Desjardin[3]

## F
- Psilocybe fagicola R. Heim & Cailleux
- Psilocybe farinacea Rick ex Guzmán (còn có tên. Psilocybe albofimbriata (Rick) Singer)
- Psilocybe fasciata Hongo
- Psilocybe ferrugineolateritia Smith
- Psilocybe fimetaria (P.D. Orton) Watling (còn có tên. Stropharia fimetaria P.D. Orton)
- Psilocybe fuliginosa (Murrill) A.H. Smith
- Psilocybe furtadoana Guzmán
- Psilocybe fuscofulva Peck, không có tính hướng thần[5]

## G
- Psilocybe galindoi Guzmán, Nova, Hedwigia
- Psilocybe gallaeciae Guzmán
- Psilocybe graveolens Peck
- Psilocybe guatapensis Guzmán, Saldarriaga, Pineda, Garcia & Velazquez
- Psilocybe guilartensis Guzmán, Tapia & Nieves-Rivera

## H
- Psilocybe heimii Guzmán
- Psilocybe herrerae Guzmán
- Psilocybe hispanica Guzmán
- Psilocybe hoogshagenii R. Heim var. hoogshagenii (còn có tên. Psilocybe caerulipes var. gastonii Singer; Psilocybe zapotecorum R. Heim s. Singer)
- Psilocybe hoogshagenii R. Heim var. convexa Guzmán (còn có tên. Psilocybe semperviva R. Heim & Cailleux)

## I
- Psilocybe inconspicua Guzmán & Horak
- Psilocybe indica Sathe & J.T. Daniel
- Psilocybe isabelae Guzmán

## J
- Psilocybe jacobsii Guzmán
- Psilocybe jaliscana Guzmán

## K
- Psilocybe keralensis K.A. Thomas, Manim. & Guzmán
- Psilocybe kumaenorum R. Heim

## L
- Psilocybe laurae Guzmán
- Psilocybe lazoi Singer
- Psilocybe liniformans var. liniformans Guzmán & Bas
- Psilocybe liniformans var. americana Guzmán & Stamets

## M
- Psilocybe magnispora E. Horak, Guzmán & Desjardin[3]
- Psilocybe mairei Singer (còn có tên. Hypholoma cyanescens Maire; Geophila cyanescens (Maire) Kuhner & Romagn.; non Psilocybe cyanescens s. Krieglsteiner]
- Psilocybe makarorae Johnst. & Buchanan
- Psilocybe mammillata (Murrill) A.H. Smith
- Psilocybe medullosa (Bres.) Borovička
- Psilocybe meridensis Guzmán
- Psilocybe meridionalis Guzmán, Ram.-Guill. & Guzm.-Dáv.
- Psilocybe mescaleroensis Guzmán, Walstad, E. Gándara & Ram.-Guill.
- Psilocybe mesophylla Guzmán, J. Q. Jacobs & Escalona[3]
- Psilocybe mexicana R. Heim
- Psilocybe moseri Guzmán
- Psilocybe muliercula Singer & A.H. Smith (còn có tên. Psilocybe wassonii R. Heim)

## N
- Psilocybe natalensis Gartz, Reid, Smith & Eicker
- Psilocybe natarajanii Guzmán (còn có tên. Psilocybe aztecorum var. bonetii (Guzman) Guzmáns. Natarajan & Raman]

## O
- Psilocybe oaxacana Guzmán, Escalona & J. Q. Jacobs*[6]
- Psilocybe ovoideocystidiata Guzmán et Gaines

## P
- Psilocybe papuana Guzmán & Horak
- Psilocybe paulensis (Guzmán & Bononi) Guzmán (còn có tên. Psilocybe banderiliensis var. paulensis Guzmán & Bononi)
- Psilocybe pelliculosa (A.H. Smith) Singer & A.H. Smith
- Psilocybe pericystis Singer
- Psilocybe pintonii Guzmán
- Psilocybe pleurocystidiosa Guzmán
- Psilocybe plutonia (Berk. & M.A. Curtis) Sacc.
- Psilocybe portoricensis Guzmán, Tapia & Nieves-Rivera
- Psilocybe pseudoaztecorum Natarajan & Raman (còn có tên. Psilocybe aztecorum var. aztecorum sensu Natarajan & Raman; Psilocybe subaztecorum' Guzmán, 1995)
- Psilocybe puberula Bas & Noordel.

## Q
- Psilocybe quebecensis Ola'h & R. Heim

## R
- Psilocybe rickii Guzmán & Cortez
- Psilocybe rostrata (Petch) Pegler
- Psilocybe ruiliensis
- Psilocybe rzedowskii Guzmán

## S

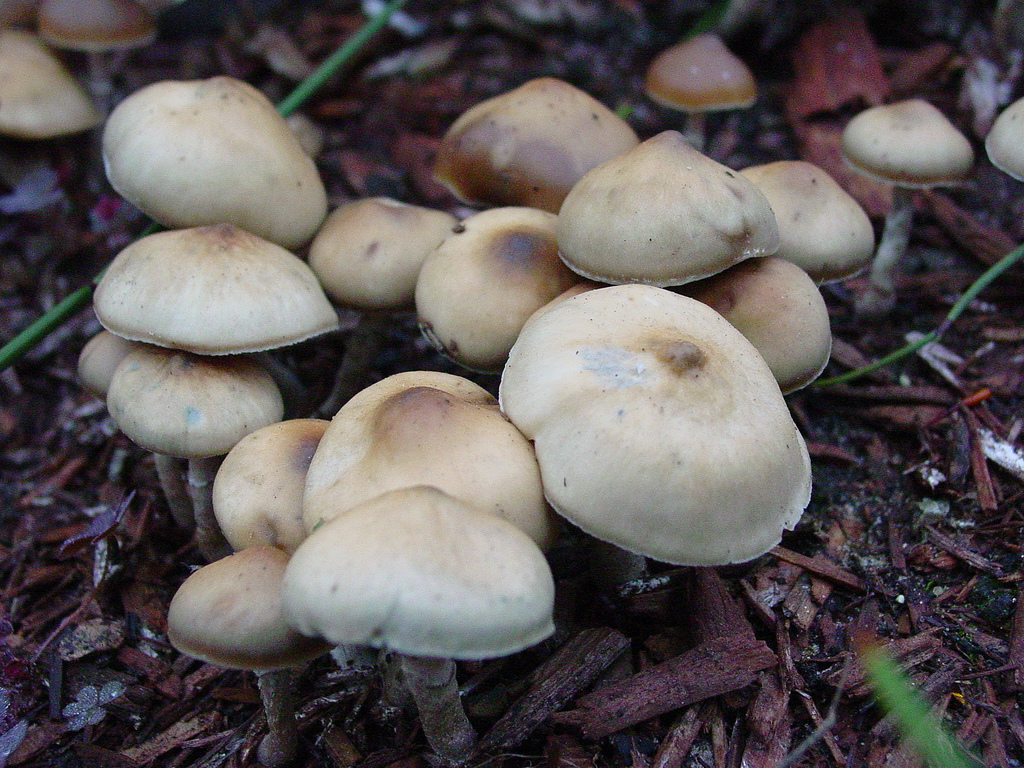
Psilocybe subaeruginascens

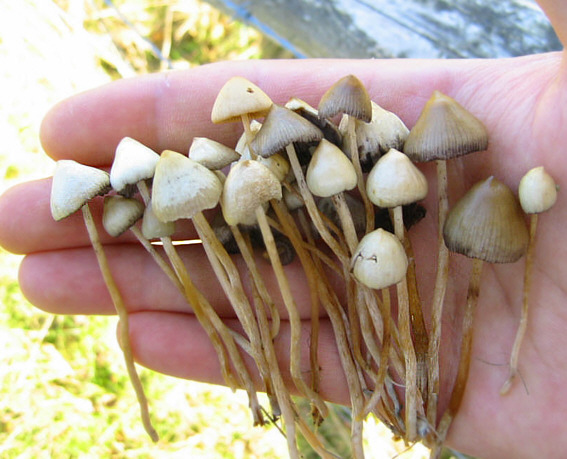
Psilocybe semilanceata

- Psilocybe samuiensis Guzmán, Bandala & Allen
- Psilocybe schultesii Guzmán & S.H. Pollock
- Psilocybe semiangustipleurocystidiata Guzmán, Ram.-Guill. & M.Torres[2]
- Psilocybe semilanceata (Fr. : Secr.) Kumm. (còn có tên. Psilocybe semilanceata var. caerulescens (Cooke) Sacc.: Psilocybe cookei Singer; non Psilocybe callosa (Fr. : Fr.) Quel., which is Psilocybe strictipes Singer & A.H. Smith]
- Psilocybe septentrionalis (Guzman) Guzmán (còn có tên. Psilocybe subaeriginascens Hohn. var. septentrionalis Guzmán )
- Psilocybe serbica Moser & Horak (non ss. Krieglsteiner)
- Psilocybe sierrae Singer (còn có tên. Psilocybe subfimetaria Guzmán & A.H. Sm.)
- Psilocybe silvatica (Peck) Singer & A.H. Smith
- Psilocybe singeri Guzmán
- Psilocybe singularis Guzmán, Escalona & J. Q. Jacobs[3]
- Psilocybe strictipes Singer & A.H. Smith (còn có tên. Psilocybe callosa (Fr. : Fr.) Quel. s.Guzmán, 1983; Psilocybe semilanceata var. obtusa Bon; Psilocybe semilanceata var. microspora Singer)
- Psilocybe stuntzii Guzmán & Ott
- Psilocybe subacutipilea Guzmán, Saldarriaga, Pineda, Garcia & Velazquez
- Psilocybe subaeruginascens Hohn. var. subaeruginascens
- Psilocybe subaeruginosa Cleland
- Psilocybe subcaerulipes Hongo
- Psilocybe subcubensis Guzmán
- Psilocybe subheliconiae Guzmán, Ram.-Guill. & M.Torres[2]
- Psilocybe subhoogshagenii Guzmán, M.Torres & Ram.-Guill.[2]
- Psilocybe subpsilocybioides Guzmán, Lodge & S.A. Cantrell
- Psilocybe subtropicalis Guzmán

## T
- Psilocybe tampanensis Guzmán & S.H.Pollock
- Psilocybe tasmaniana Guzmán & Watling
- Psilocybe thaicordispora Guzmán, Ram.-Guill. & Karun.
- Psilocybe thaiaerugineomaculans Guzmán, Karun. & Ram.-Guill.
- Psilocybe thaiduplicatocystidiata Guzmán, Karun. & Ram.-Guill.
- Psilocybe tuxtlensis Guzmán 1983

## U
- Psilocybe uruguayensis Singer ex Guzmán
- Psilocybe uxpanapensis Guzmán

## V
- Psilocybe venenata (S. Imai) Imaz. & Hongo (còn có tên. Stropharia caerulescens S. Imai)
- Psilocybe verae-crucis Guzmán & Perez-Ortiz

## W
- Psilocybe washingtonensis A.H.Sm.
- Psilocybe wayanadensis K.A. Thomas, Manim. & Guzmán
- Psilocybe weldenii Guzmán
- Psilocybe weraroa Borov., Oborník & Noordel.
  - Psilocybe weraroa var. subsecotioides

## Y
- Psilocybe yungensis Singer & A.H. Smith (còn có tên. Psilocybe yungensis var. diconica Singer & A.H. Smith; Psilocybe yungensis var. acutopapillata Singer & A.H. Smith; Psilocybe isaurii Singer; Psilocybe acutissima R. Heim; Psilocybe subyungensis Guzmán)

## Z
- Psilocybe zapotecoantillarum Guzmán, T.J. Baroni & Lodge
- Psilocybe zapotecocaribaea Guzmán, Ram.-Guill. & T.J. Baroni
- Psilocybe zapotecorum R. Heim emend. Guzmán (còn có tên. Psilocybe candidipes Singer & A.H. Sm., Psilocybe aggericola Singer & A.H. Sm., Psilocybe aggericola var. alvaradoi Singer & A.H. Sm., Psilocybe zapotecorum f. elongata R. Heim, Psilocybe bolivarii Guzmán, Psilocybe barrerae Cifuentes & Guzmán, Psilocybe sanctorum Guzmán, Psilocybe microcystidiata Guzmán & Bononi, Psilocybe zapotecorum var. ramulosum Guzmán & Bononi, Psilocybe zapotecorum var. ramulosa Guzmán & Bononi, Psilocybe ramulosa Guzmán & Bononi, Psilocybe subzapotecorum Guzmán, Psilocybe pseudozapotecorum Guzmán, and Psilocybe chaconii Guzmán, Escalona & Ram.-Guill.)[7]